# Самбрано, Фернандо
Ферна́ндо Самбра́но Са́нчес (исп. Fernando Zambrano Sánchez; 23 октября 1949, Эль-Саусехо,
Севилья, Андалусия) — испанский футболист и тренер. В настоящее время технический секретарь федерации футбола Мадрида.

## Биография
Фернандо Самбрано в качестве футболиста выступал за клуб «Хетафе Депортиво» — предшественника Хетафе. Закончив игровую карьеру, возглавлял команды низших дивизионов — Сан-Фернандо, Вальдепеньяс, Колониа Москардо.
В ходе сезона 1993-94 возглавил Райо Вальекано, с которым проработал несколько сезонов (с перерывом). В 1999 году возглавил Атлетико Мадрид Б, а через два года и основную команду Атлетико Мадрид после отставки Радомира Антича. По итогам сезона матрасники покинули Примеру, но Самбрано остался на посту главного тренера, но вскоре его сместил Маркос Алонсо. По одному сезону поработал в клубах «Кордоба» и «Сьюдад де Мурсия».